# Камекава Масасі
Масасі Камекава (яп. 亀川諒史, нар. 28 травня 1993, Осака) — японський футболіст, захисник клубу «Авіспа Фукуока».
Виступав, зокрема, за клуб «Сьонан Бельмаре», а також олімпійську збірну Японії.

## Клубна кар'єра
У дорослому футболі дебютував 2012 року виступами за команду клубу «Сьонан Бельмаре», в якій провів два сезони, взявши участь у 38 матчах чемпіонату. 
До складу клубу «Авіспа Фукуока» приєднався 2015 року. Відтоді встиг відіграти за команду з Фукуоки 81 матч в національному чемпіонаті.

## Виступи за збірні
2016 року залучався до складу молодіжної збірної Японії. На молодіжному рівні зіграв у 4 офіційних матчах.
2016 року захищав кольори олімпійської збірної Японії. У складі цієї команди провів 2 матчі. У складі збірної — учасник футбольного турніру на Олімпійських іграх 2016 року у Ріо-де-Жанейро.

## Титули і досягнення
- Чемпіон Азії (U-23): 2016